# Construcciones y Auxiliar de Ferrocarriles
Construcciones y Auxiliar de Ferrocarriles (CAF) – hiszpańskie przedsiębiorstwo z siedzibą w Beasain (Gipuzkoa) zajmujące się projektowaniem, produkcją, utrzymaniem i dostawą taboru kolejowego oraz pojazdów szynowych, takich jak m.in.: lokomotywy, wagony, szybkie tramwaje, pociągi dużych prędkości oraz wózki do automatycznej zmiany rozstawu kół zarówno dla pojazdów szynowych, jak i drogowych.
CAF jest producentem, którego produkty operują na całym świecie, m.in.: w Europie, USA, Ameryce Południowej, Azji (Indie czy Japonia) oraz w krajach Afryki Północnej. W branży tej posiada ponad 100-letnie doświadczenie. CAF S.A. jest spółką publiczną – wszystkie akcje znajdują się w obrocie giełdowym. Obecność firmy na rynkach zagranicznych 25 krajów i jej uczestnictwo w 45 projektach przyczyniło się do zwiększenia obrotów firmy. W działalności globalnej CAF korzysta z własnych zakładów produkcyjnych w Stanach Zjednoczonych, Francji, Argentynie i Brazylii oraz stale rozwija eksport. Producent ten może wykazać się doświadczeniem w produkcji pojazdów metra. W ciągu ostatnich 15 lat dostarczył swoim klientom ponad 2700 wagonów kolei podziemnej i obecnie ma zamówienia na kolejne 450 pojazdów. Firma wygrała przetargi na pojazdy metra w ważnych metropoliach europejskich – w Brukseli (Belgia), w Rzymie (Włochy), w Madrycie i w Barcelonie (Hiszpania). Posiada również zamówienia spoza Europy, w takich miastach jak np.: Waszyngton (USA), Hongkong (Chiny), São Paulo (Brazylia), Meksyk – Dystrykt Federalny, Stambuł (Turcja), Santiago (Chile) i Algier (Algieria). CAF ma plany dotyczące zaangażowania się w dostawę pojazdów torowych do Polski.
Przedsiębiorstwo ta dostarcza również tabor tramwajowy, m.in.: tramwaje ze skrętnymi wózkami skrajnymi i nie skrętnym wózkiem środkowym dla EuskoTran w Bilbao oraz tramwaje wieloprzegubowe. Pierwszy taki tramwaj wyprodukowano dla sieci tramwajowej w Sewilli oraz tożsame z tramwajami obecnie kursującymi w Sewilli zamówiło także Vélez-Málaga. Obecnie CAF zyskał kilka zagranicznych zamówień na tego typu pojazdy, m.in. dla miasta Antalya w Turcji czy Edynburga. W chwili obecnej CAF opracowuje nowy typ pociągów dużych prędkości Oaris – skład czterowagonowy ma mieć moc 5,28 MW, sześciowagonowy 7,92 MW, natomiast ośmiowagonowy 10,56 MW, co pozwala na osiągnięcie prędkości maksymalnej 350 km/h.

## Przejęcie Solaris Bus & Coach
5 września 2018 r. CAF przejęła 100% akcji w Solaris Bus & Coach S.A. Wartość transakcji wyniosła ponad 300 mln EUR. Jednocześnie zawarto porozumienie z Polskim Funduszem Rozwoju w sprawie objęcia przez Fundusz 35% akcji spółki. Po 10 latach obie strony miały mieć prawo pierwokupu udziałów drugiej strony. W czerwcu 2019 r. PFR ogłosił, że rezygnuje z objęcia przysługujących mu akcji, wcześniej przedstawiając CAF nową ofertę. Fundusz nie podał oficjalnego powodu odstąpienia od wykupu. Według mediów przyczynami mogły być: za wysoka wycena akcji dokonana przez CAF oraz problemy firmy Solaris na Łotwie.

## Galeria
Przykładowe pojazdy CAF-u dostarczone dla niektórych miast:

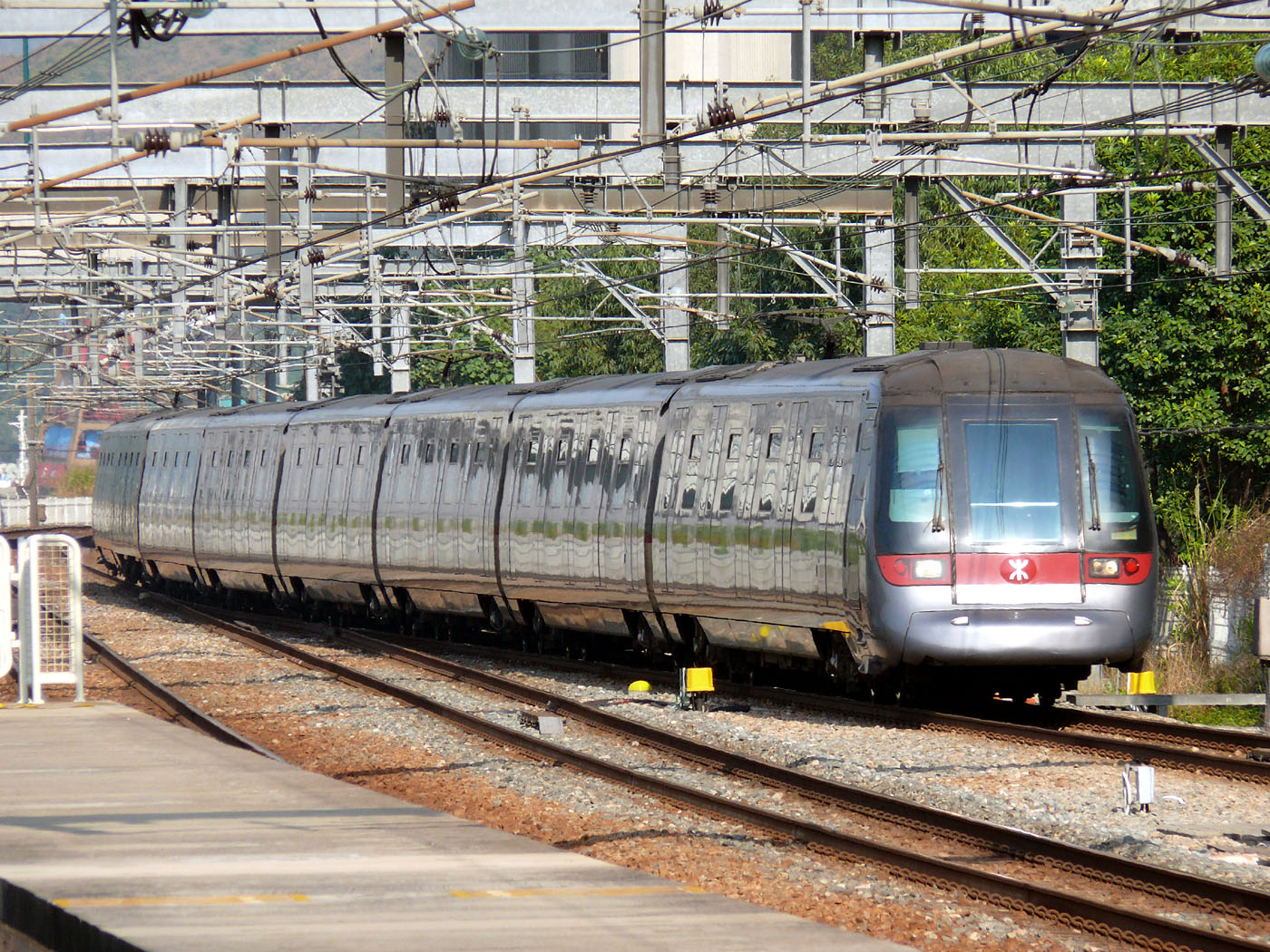
Pociąg szybkiej kolei miejskiej w Hongkongu
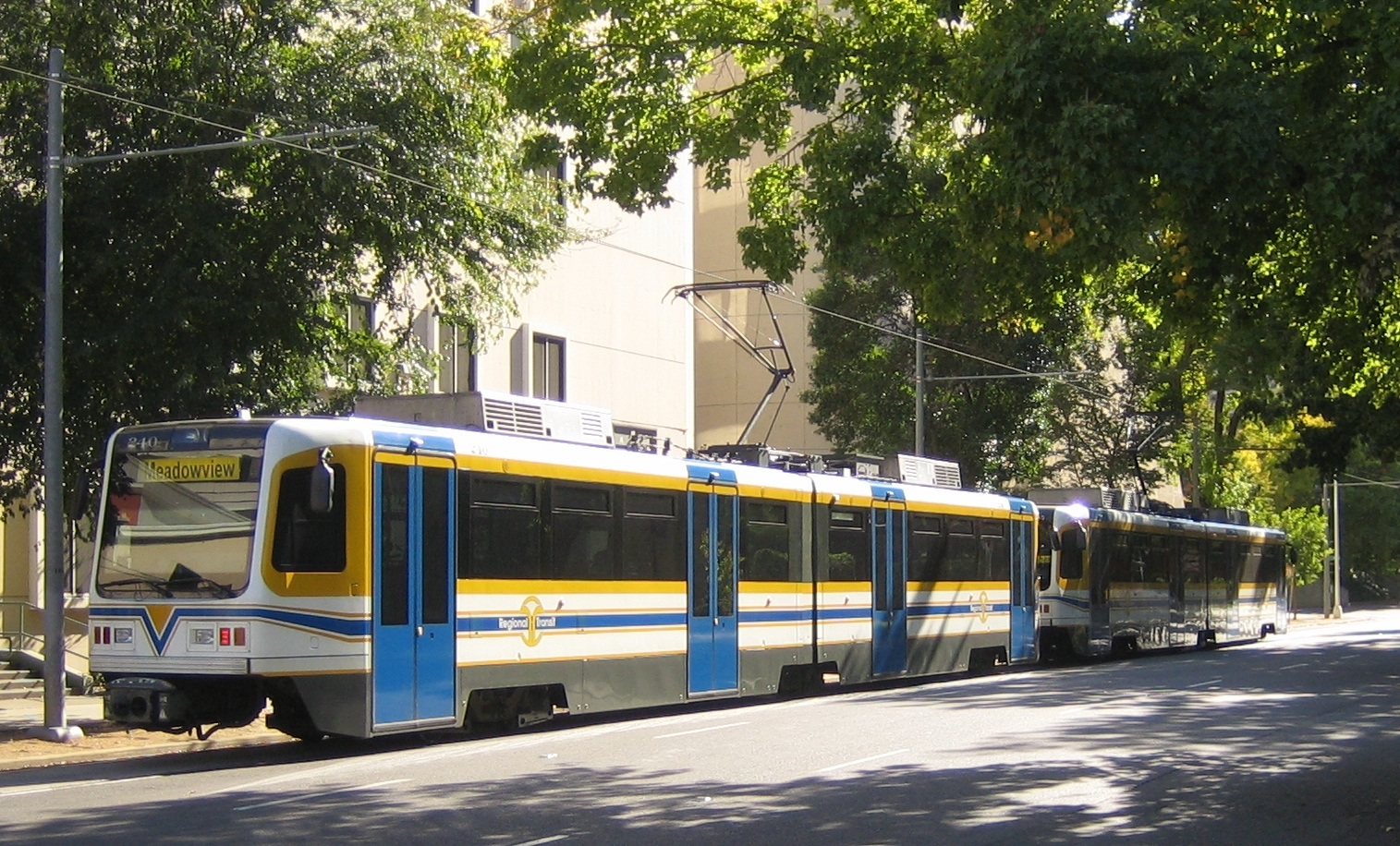
Pociąg lekkiej kolei miejskiej w Sacramento w Kalifornii
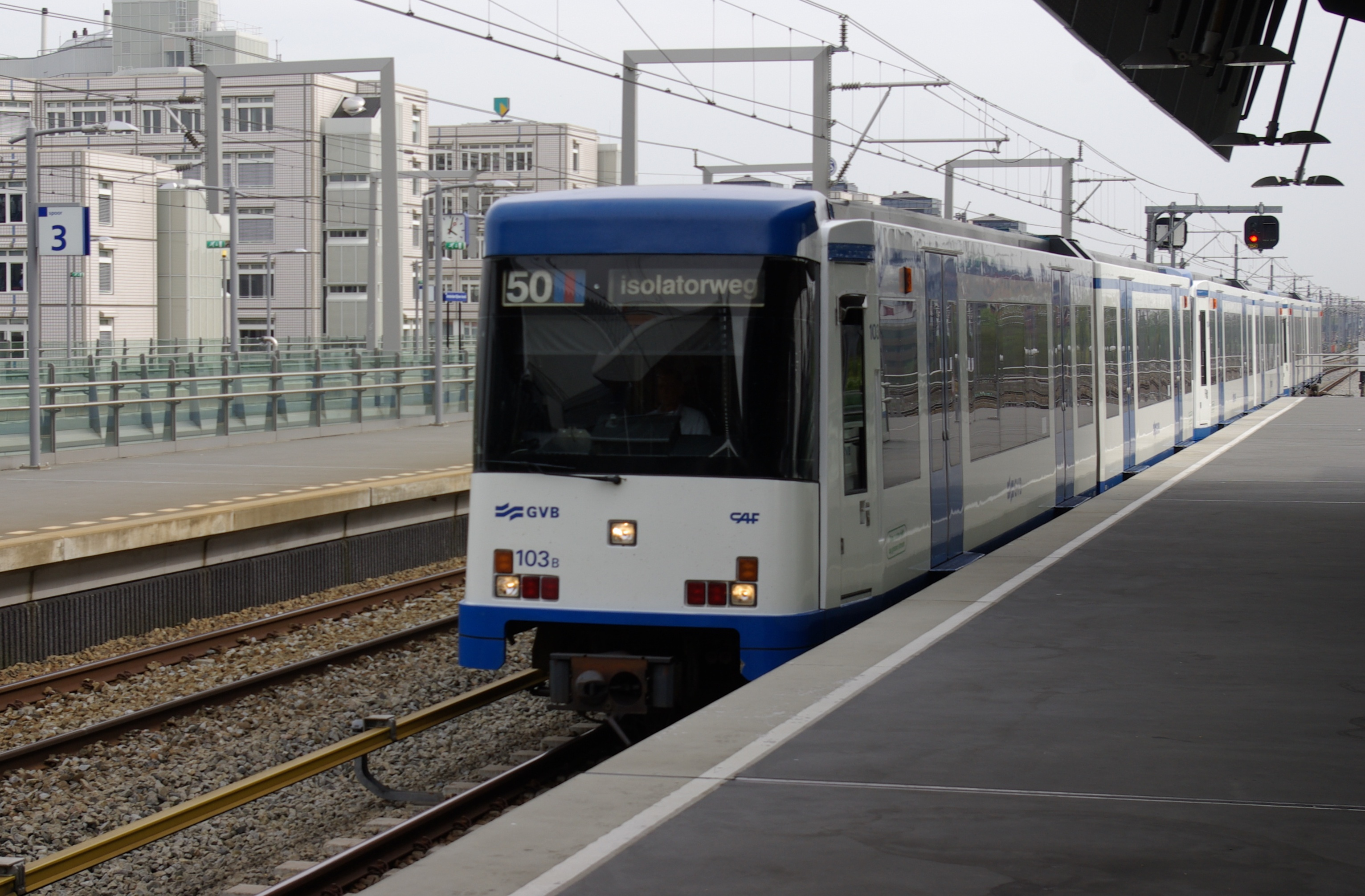
Metro w Amsterdamie
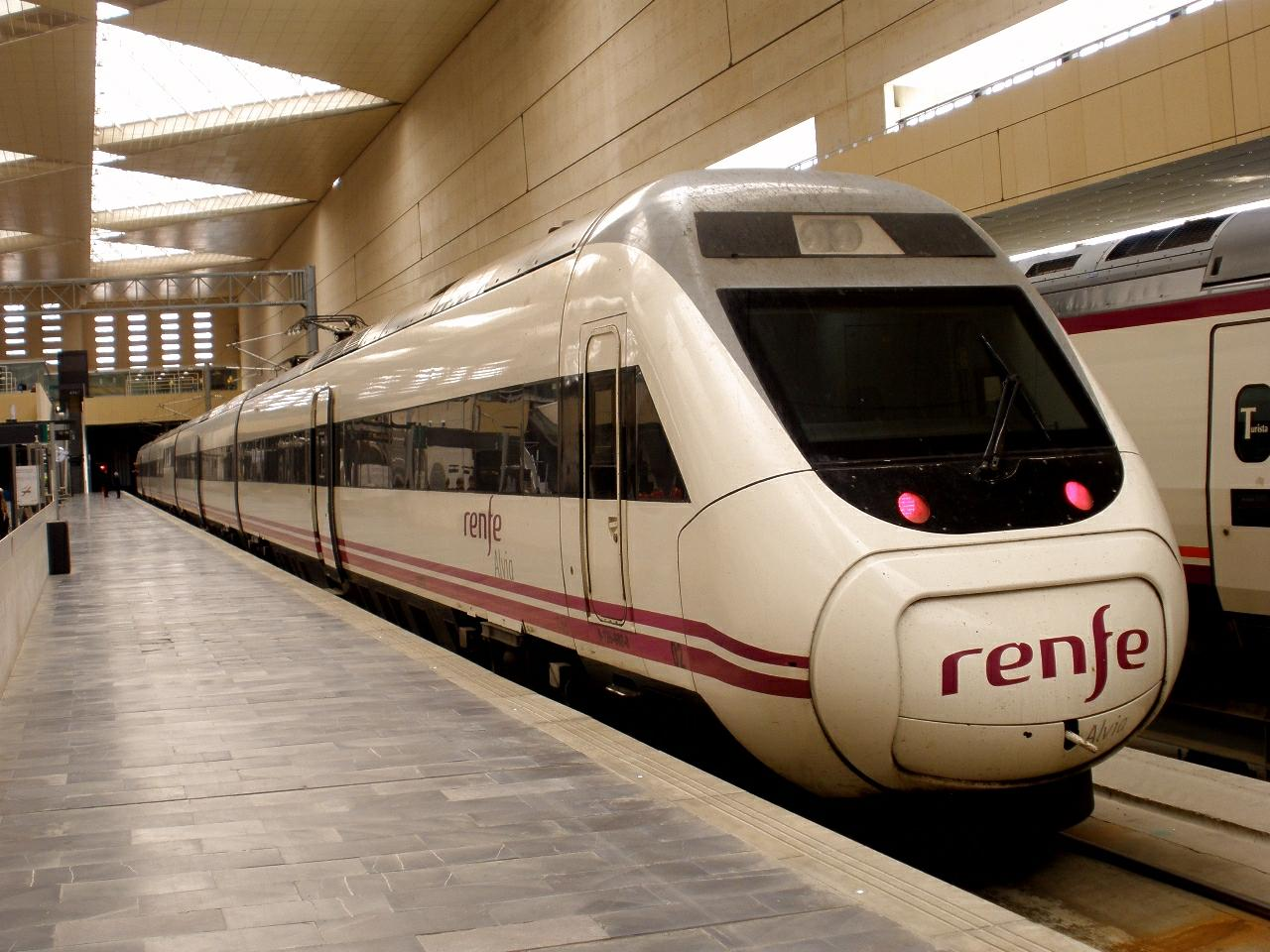
Pociąg Serie 120 dla hiszpańskich kolei Renfe
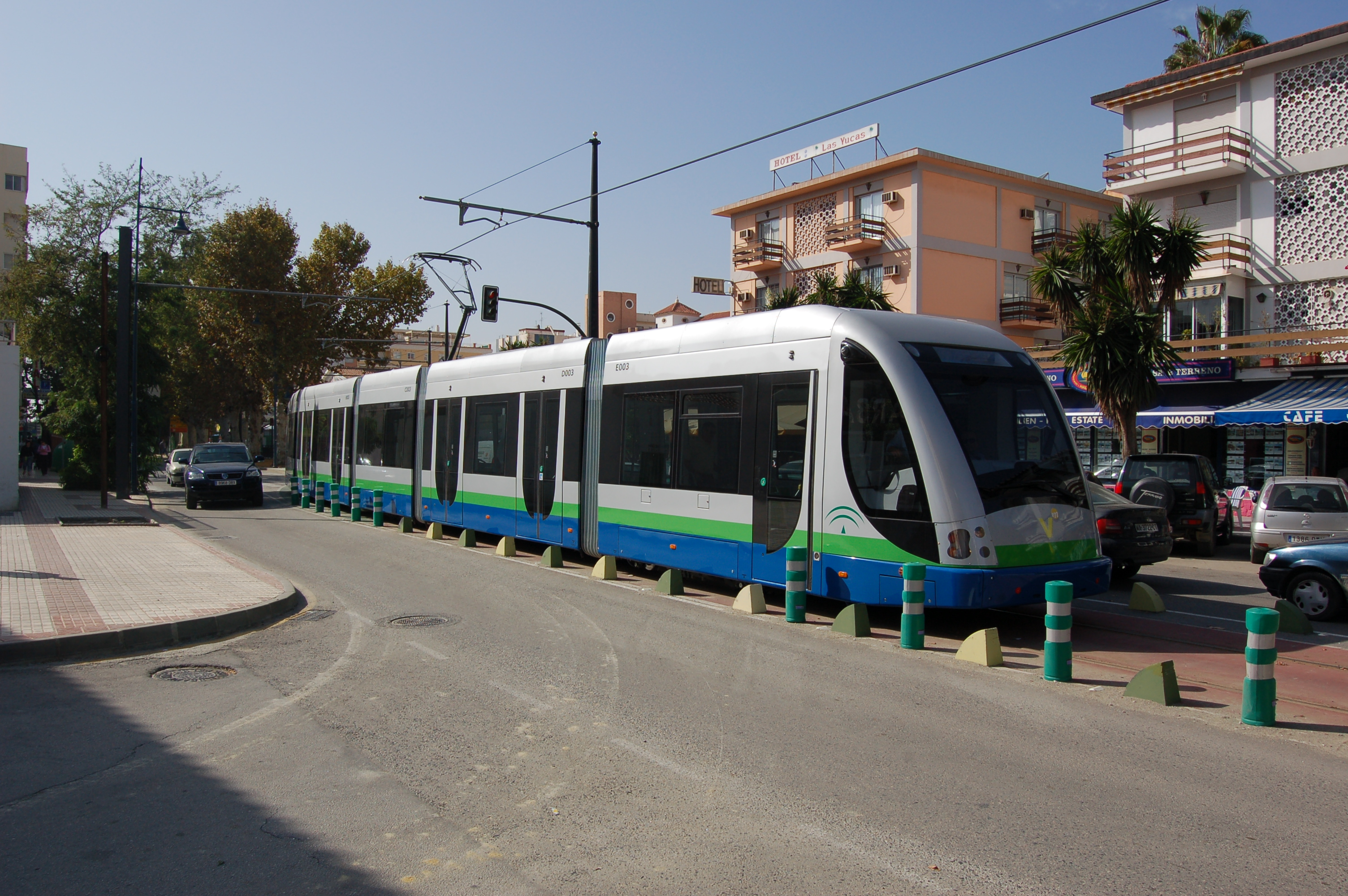
Tramwaj CAF-u w Vélez-Málaga
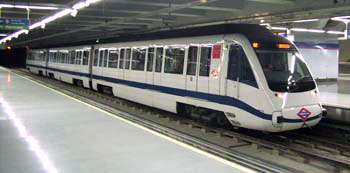
Pociąg serii 8000 dla metra w Madrycie
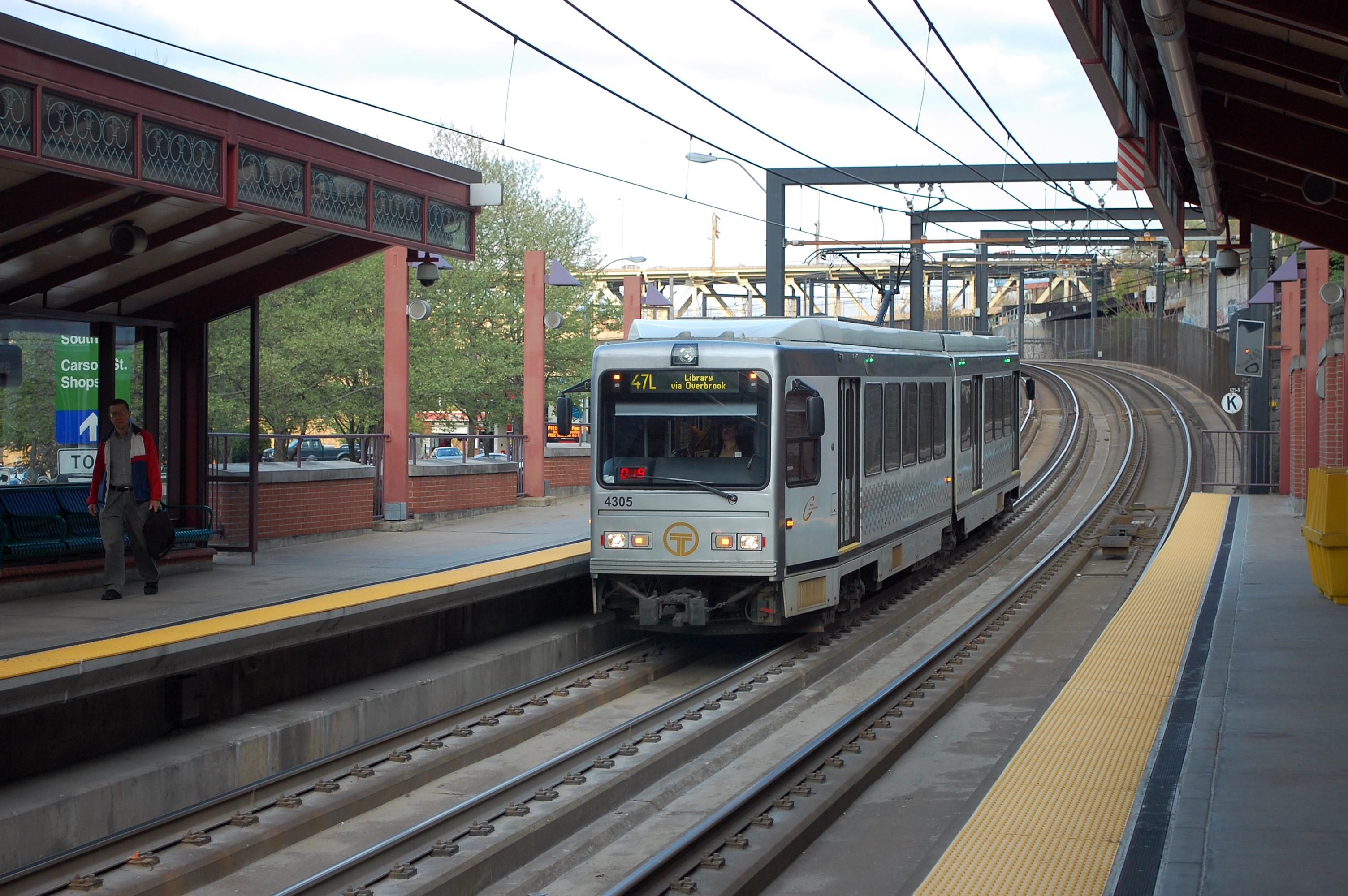
Pociąg lekkiej kolei miejskiej w Pittsburghu (Pensylwania)